# تييري سيغان
تييري سيغان (بالفرنسية: Thierry Cygan)‏ هو لاعب كرة قدم فرنسي في مركز الدفاع، ولد في 4 أبريل 1975 في لنس في فرنسا. لعب مع نادي أنجيه ونادي تشيربورغ ونادي شوليه ونادي فالينسيان ونادي واسكال.

## وصلات خارجية
- تييري سيغان على موقع قاعدة بيانات كرة القدم.إي يو (الإنجليزية)